# Jean-Marie Pelauque-Béraut
Jean-Marie Pelauque-Béraut (3 de abril de 1758, Condom – 6 de mayo de 1820, Burdeos) es un político francés.

## Biografía
Admitido en el Parlamento de Navarra (Parlamento de Navarra (Pau)) como abogado en 1776, se convirtió en asesor del fiscal en la elección de Condom dos años después.
El 9 de marzo de 1789, fue elegido diputado del Tercer Estado a los Estados Generales por el Senescal de Condom.
En el año VIII, se convirtió en subprefecto de Lesparre, y, el 2 de Fructidor, año X, secretario general de la prefectura de Gironde.